# مكتبة جامعة مانشستر
مكتبة جامعة مانشستر (بالإنجليزية: Manchester University Library)‏ وكانت تعرف قبل سنة 2013 باسم مكتبة جون رايلندز الجامعية (بالإنجليزية: John Rylands University Library)‏ هي المكتبة الرئيسية لجامعة مانشستر. أسست في تمّوز 1972 م بعد دمج مكتبة جامعة مانشستر الفكتورية مع «مكتبة جون رايلندز» كما كانت تعرف هذه سابقا.
تحتوي على أكبر مجموعة أكاديمية في المملكة المتحدة إذا استثنينا الإيداعات القانونية وتضم أكبر مجموعة من الموارد الإلكترونية على الإطلاق في بريطانيا، وتلعب دورا مساندا لتعليم كافة المواد التي يتلقنها طلاب الجامعة.

## وصلات خارجية
- الموقع الرسمي